# Orlickébjergene
Orlickébjergene (tjekkisk: Orlické hory, polsk: Góry Orlickie, tysk: Adlergebirge) eller Ørnebjergene, er en bjergkæde, der for hovedsageligt ligger i det nordøstlige Bøhmen i Tjekkiet. Det er en mesoregion af Centralsudeterne. De følger grænsen til Kłodzko Land i Polen på en strækning af 40 km. Det højeste punkt i området er Velká Deštná der er 1.116 moh.

## Geologi
Bjergene er hovedsageligt sammensat af krystallinske klipper, i overensstemmelse med sammensætningen af den nordlige kant af højlandet i Bøhmen.

## Natur
Hele regionen har bevaret sin oprindelige natur gennem århundreder, og derfor er oprindelige bøgeskove, beskyttede landskabsområder eller naturparker og reservater sammenvævet med stier, lige ved siden af slotte og byparker og landlige haver. De blide bølgende bakker er sammenflettet med vandrestier, et tæt netværk af cykelstier og ruter, der fører langs floder.
De fleste af Orlické-bjergene er en del af Orlické hory beskyttede landskabsområde (CHKO Orlické hory ), en landskabspark på 204 km2 etableret i 1969.

## Historie
Indtil 1945 var Orlické-bjergene overvejende tysk befolket, men befolkningen blev eksproprieret og fordrevet efter krigen. Efterfølgende flyttede nye borgere hertil fra de tjekkiske lande.